# Donnie McGrath

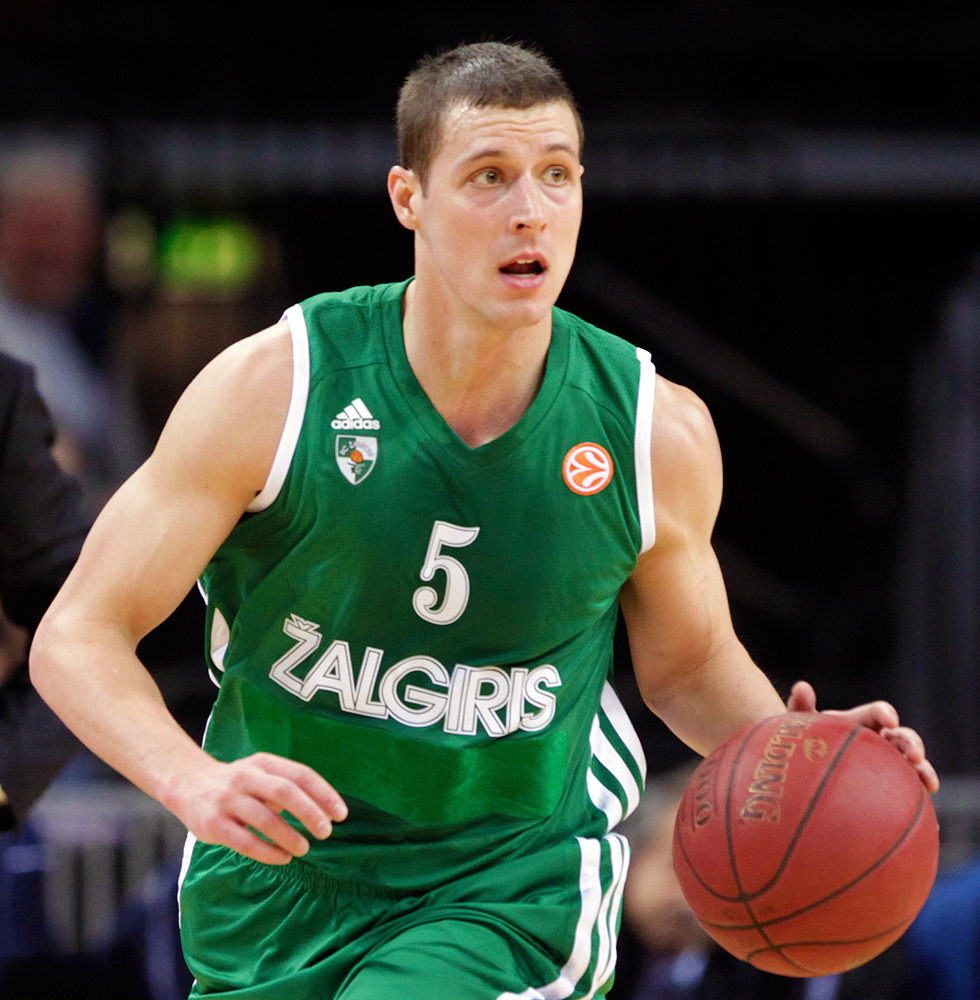
Donnie McGrath

Donald Michael McGrath (Mount Kisco, Nova Iorque, 7 de maio de 1984) é um jogador de basquete irlandês, nascido nos Estados Unidos que atualmente joga pelo Anadolu Efes na Beko TBL e Euroliga